# Matre, Kvinnherads kommun
Matre är en by i Kvinnherads kommun i Vestland fylke i västra Norge. Byn ligger vid fylkesväg 5024, på östra sidan av Matersfjorden, en arm av Skånevikfjorden.
Tidigare har byn tillhört dåvarande Skåneviks kommun.